# Ana Rita Sithole
Pour les articles homonymes, voir Sithole.
Ana Rita Sithole est une femme politique mozambicaine, membre du parti politique FRELIMO.

## Biographie
Ana Rita Sithole est membre de l'Assemblée de la République depuis 2000,.
Avec Carlos Zorrinho, elle est co-présidente de l'Assemblée parlementaire paritaire Organisation d'Afrique, des Caraïbes et du Pacifique - Union européenne en 2023. Dans le cadre de ses fonctions, elle dirige l'accord de Samoa, .